# 虎影
『虎影』（とらかげ）は、2015年公開の日本映画。監督は西村喜廣。

## 製作の経緯
三重県伊賀市で「伊賀の國　忍者映画祭」を開催するにあたって記念映画として企画され、2013年12月7日に上野恩賜公園で開催された「伊賀上野NINJAフェスタ」において製作が発表された。
撮影は2014年3月23日に伊賀市でクランクイン、31日まで9日間に及ぶ伊賀市ロケを経て、4月9日にクランクアップ。
その後タイトルを『忍者 虎影』として製作が進められ、2014年8月22日、「伊賀の國　忍者映画祭2014」で試写会が行われた。
2015年3月28日、「島ぜんぶでおーきな祭」（第7回沖縄国際映画祭）にてワールドプレミア上映される際にタイトルを『虎影』に戻した。

## キャスト
- 虎影：斎藤工
- 月影：芳賀優里亜
- 東雲幻斎：しいなえいひ
- 孤月：石川樹
- 夜馬：鳥居みゆき
- 羅厄 : 島津健太郎
- 鬼卍：三元雅芸
- 鬼十字：清野菜名
- 目なし：水井真希
- 美穂土：屋敷紘子
- 女楠 : 三田真央
- 瑞希：松浦りょう
- 徳三 : 仁科貴
- しの : 黒岩桃子
- 長杏 : 若林美保
- 耶巌衆 : 小場賢
- 耶巌衆 : 石堂夏央
- 烏丸ハヤメ：矢野満咲起
- 焔忍者 : 江藤修平
- 焔忍者 : 森田将士
- フランシスコ : 村杉蝉之介
- 謎の男 : 板尾創路
- 謎の男 : ジウン
- リクリ：津田寛治

## スタッフ
- 製作総指揮：高橋正
- プロデューサー：鈴木宏美、服巻泰三
- 原作・監督・編集・脚本・特殊造型監督・キャラクターデザイン：西村喜廣
- 脚本：継田淳
- 音楽：中川孝
- 撮影：Shu G. 百瀬
- 照明：太田博
- 美術：佐々木記貴
- 特殊造型：下畑和秀
- VFXスーパーバイザー：鹿角剛
- アクション監督：匠馬敏郎
- 録音：中川究矢
- 衣裳：中村絢（おかもと技粧）、村島恵子（おかもと技粧）
- ヘアメイク：清水ちえこ
- 肌絵：初代 彫政統
- 助監督：塩崎遵
- 製作：「虎影」製作委員会

## 挿入歌
- 「水神のための鎮魂歌」
- 「爆弾マンボ」
- 「拷問部屋の壺おんな」
- 「虎影マーチ」

## 映画祭上映
- 伊賀の國 忍者映画祭2014[2]
- 島ぜんぶでおーきな祭（第7回沖縄国際映画祭）[3]
- ブリュッセル国際ファンタスティック映画祭2015[4]
- カリテ・ファンタスティック!シネマ・コレクション2015
- ファンタスポア2015
- 第16回ハンブルク日本映画祭